# Трактор
Трактор е самодвижеща се машина с двигател с вътрешно горене (ДВГ), която по своето предназначение служи за преместване или теглене на товари, строителни работи, селскостопанско производство, задвижване на специален прикачен инвентар и много други дейности.

## История
Първите подобни на трактор машини се появяват през XIX век и са задвижвани с парни двигатели. Така още през 1850 г., английският изобретател Уилям Хоуърд използва така наречения локомобил (подвижна парна машина за селскостопански дейности). През втората половина на XIX век из полетата на Великобритания работели повече от 2000 такива машини.
През 1837 г. капитанът от руската армия Д. А. Загряжский подава патентна заявка за „экипаж с подвижными колеями“, т.е. превозно средство на верижен ход, която била подресорна и имала винтово приспособление за затягане на веригата. Поради липса на средства конструкцията е изоставена и през 1839 г. патентът е ликвидиран. До 1879 г. С. Маяеский доразработва конструкцията на влекач с едноверижен движител. Конструкцията била патентована, но изоставена поради неразрешимия проблем със завиването.
През периода 1879 – 1888 г. параходният механик Ф. А. Блинов решава проблема със завиването и построява първия в света верижен трактор – „вагон с безконечни релси за превозване на товари по шосе и селски път“. Той имал два парни двигателя (с мощност по 10 – 12 к.с.) за завиване на двете вериги поотделно. За завиване на ляво се задвижвала само дясната верига, за движение в на дясно се задвижвала само лявата верига. За обръщане едната верига се движела напред, другата назад. Резултатът от почти десетгодишния труд бил демонстриран през 1889 г. на панаира в Саратовска област, Русия.
През 1896 г. американските инженери Ч. Харт (Charles W. Hart) и Ч. Пар (Charles H. Parr) създават първия трактор с двигател с вътрешно горене. От 1901 г. такива трактори започват да се продават. Първоначално фермерите ги купуват с удоволствие, докато става ясно, че новите машини започват да създават проблеми: били много тежки и поради това затъвали дълбоко в почвата. Освен това за някои фермери били много скъпи. Страдали и от така наречените „детски болести“: често се повреждали, а ремонта бил дълъг и скъп. Така през 1907 г. в продажба се появява новият модел трактор, лишен от повечето дефекти и проблеми на предшественика си. По това време в САЩ се създават и първите екипи за сервизно обслужване на трактори.
От 1912 г. фирмата „Холт-Парр“ започва да произвежда и гъсенични трактори.

## Тракторостроене в България
Тракторостроенето в България започва да се развива в по-сериозни мащаби от 1948 г. През 1949 г. е построен „Карловски тракторен завод“ (КТЗ) в град Карлово и в София – „Завод 12“ (по-късно преименуван в завод „Средец“). В този период колективът на „КТЗ“ разработва първия български колесен трактор „Мофак-2“ с дизелов двигател с мощност 30 к.с. За първи път тракторът се пуска в движение на 27 април 1949 г., по-късно е изложен на Пловдивския технически панаир. Сега този трактор се намира в музея в град Карлово.
В началото на 50-те години на миналия век развитието на селското стопанство в България налага широко използване на трактори. Наред с производството на български машини, осъществява се и дългогодишен внос от СССР, като един от най-масово използваните трактори е „Беларус“.
През 1958 г. заводът в Карлово усвоява производството на малогабаритен верижен трактор „Болгар ТЛ-30“, снабден с трицилиндров дизелов двигател. От 1963 г. започва да се произвеждат модернизираните трактори с търговска марка „Болгар“.
През 1962 г. Шуменският автомобилен завод (ШАЗ) започва да произвежда в един от своите цехове самоходното шаси СШ-22 с двуцилиндров двигател и мощност 22 к.с. Самоходното шаси се оказва отлично за българските нужди в селското стопанство и от 1964 г. производството се отделя в Завод за самоходни шасита – град Шумен с капацитет 2000 броя годишно. Производството продължава до 1971 г., когато заводът е преустроен в завод за производство на мотокари.
В семейството на производителите на трактори през 1968 г. влиза и тракторният цех в „Завод за производство на селскостопанска техника – Георги Димитров“ град Русе. Там по лицензна документация започва да се изработва едноосният трактор „Болгар – 112“ клас 0,2 t.
Едновременно с това Научноизследователският институт НИМТСМ-София на базата на едноосния трактор, разработва двуосен трактор „Болгар ТК-224“ и унифициран с него „Болгар ТК-224-У“, предназначен за работа в планински райони, който два пъти е реновиран: през 1984 г. по решение на Централния съвет на НАПС, иницирано от неговия председател Александър Петков и втория път със заповед на новия министър на земеделието и горите на НРБ Алекси Иванов от 15 април 1986 г.
През 1980-те са подписани договори между правителствата на НРБ и СССР, Япония и Италия, с които започва производството по лиценз на тези държави и техни фирми съответно на: трактори ЛТЗ-155 (СССР), Кумацу-Болгар (Япония) и самоходни косачки от фирмата БЧС (Италия) за прибиране на тревните фуражи от наклонени терени, като 1800 бр. от тези косачки са внесени през периода ноември – декември 1987 г. директно от Италия в България, а 650 бр са произведени по лиценз на БЧС в България през 1987 и 1988 г.
На 24 септември 1988 г. в Улан Батор, Монголия е подписан междуправителствен протокол, с който НРБ увеличава броя и моделите трактори и самоходни косачки, които ще изнася през 1988 – 1989 г. в Монголия, като в списъка е включен новият трактор ЛТЗ-155, произведен по съветски лиценз. Малко по-късно в Москва е подписан протокол между правителствата на НРБ и СССР с който се разширяват лицензните права на България върху трактора ЛТЗ-155 за производство в български заводи зад граница.
На 17 октомври 1988 г. в София е подписан протокол между правителството на България и правителството на Италия за разширяване на лиценза за производство на селскостопански машини от марката БЧС, в който е описано и правото на България да изнася произведените машини трети страни. Производството на тези машини е преустановено през 1990 г.
Към средата на 2008 г. заводът за трактори в село Ведраре, община Карлово, не произвежда трактори. По време на действието на европейска програма САПАРД (2001 – 2006) заводът е произвел 34 трактора Болгар ТК 80 и 71 трактора Болгар ТК 82 Л (лозарски). Към момента се произвеждат единствено мотофрези „Болгар“.
В края на 2007 и началото на 2008 г. Карловският тракторен завод води преговори със страни в Африка за износ на тропически модели трактори Болгар с мощност 40 к.с. Към юли 2008 г. няма окончателно развитие по преговорите.

## Приложение
Според устройството на ходовата си част тракторите биват колесни и верижни.

### Колесни трактори
Колесните трактори се придвижват по пътя чрез гумени колела, които им позволяват да развиват сравнително висока скорости да поемат неравностите на почвата. Високата скорост позволява по висока производителност, а поемането на неравностите – по-голяма издръжливост и удължен срок на годност на възлите и агрегатите. Това са машините, които намират много по-голямо приложение в селското стопанство.

### Верижни трактори
Верижните трактори се придвижват посредством стоманени вериги с много голямо сцепление с терена, почти премахват буксуването. Тъй като веригите имат по-голяма допирна площ с почвата, отколкото колелата на колесния трактор, то и специфичното налягане на единица площ е по-малко, като по този начин се избягва разрушаването на почвата (вкопаване, коловози). Тези машини обаче са много тежки и имат по-сложно устройство. За това се използват предимно в строителството, минната промишленост и други.

## Предназначение
Според предназначението си тракторите се подразделят на няколко основни категории:
- трактори за селскостопанско производство;
- транспортни трактори;
- трактори със специално предназначение.

### Селскостопански трактори
Тези трактори според особеността на извършваните от тях селскостопански дейности се делят на три подгрупи – трактори с общо предназначение, универсални трактори и овощаро-лозарски трактори.
- Тракторите с общо предназначение извършват основните видове обработка на земята – плитка (брануване и др.)и дълбока обработка – оран, сеитба и прибиране на реколтата. Особеността при тях е че скоростта на движение е редуцирана от предавателната кутия на 5 – 10 km/h. Мощността на агрегатите за задвижване варират от 40 до 100 и повече к.с. и пътният им просвет е от 250 до 350 mm. Тези трактори могат да се използват и в строителството и за транспорт;

- Универсалните трактори са предназначени главно за междуредова обработка при окопните култури (царевица, слънчоглед, цвекло и др.). С тях обаче могат да се извършват и всички видове селскостопанска работа. Тъй като са предназначени за окопни култури, просвета трябва да бъде 650 – 800 mm, за да не повреждат растенията. Към тази група спадат машини с агрегати от 10 до 50 к.с., с малък радиус на завиване и с възможност за изменяне разстоянието между колелата;

- Овощаро-лозарските трактори се използват за обработка на лозови масиви и овощни и зеленчукови градини. Тези трактори обикновено са с малки размери и малки агрегати от 2,5 до 20 к.с.

### Транспортни трактори
Използват се за превозване на товари, като към тях се прикачват различни по обем ремаркета или платформи.

### Трактори със специално предназначение
Използват се предимно за изкопни и подравнителни работи, извличане на дървен материал, преместване на пръст, снегопочистване, работа в блатисти местности, комунална дейност и др. Към тях има специални приспособления (хидравлична кофа, лебедка, булдозерен нож, четки, косачки и др.).

## Спорт
В САЩ и някои други страни се практикува така наречения спорт Tractor pulling („теглене с трактор“). Целта е със специално модифицирани, свръхфорсирани и мощни двигатели (вкл. газотурбинни), да се изтеглят товари на определена дистанция за най-кратко време. Настилката, на която се провежда състезанието, е предимно от подобни на пясък почви.

## Галерия
- Газотурбинен трактор „Baby Duck“ за състезания по теглене